# Mahasthamaprapta

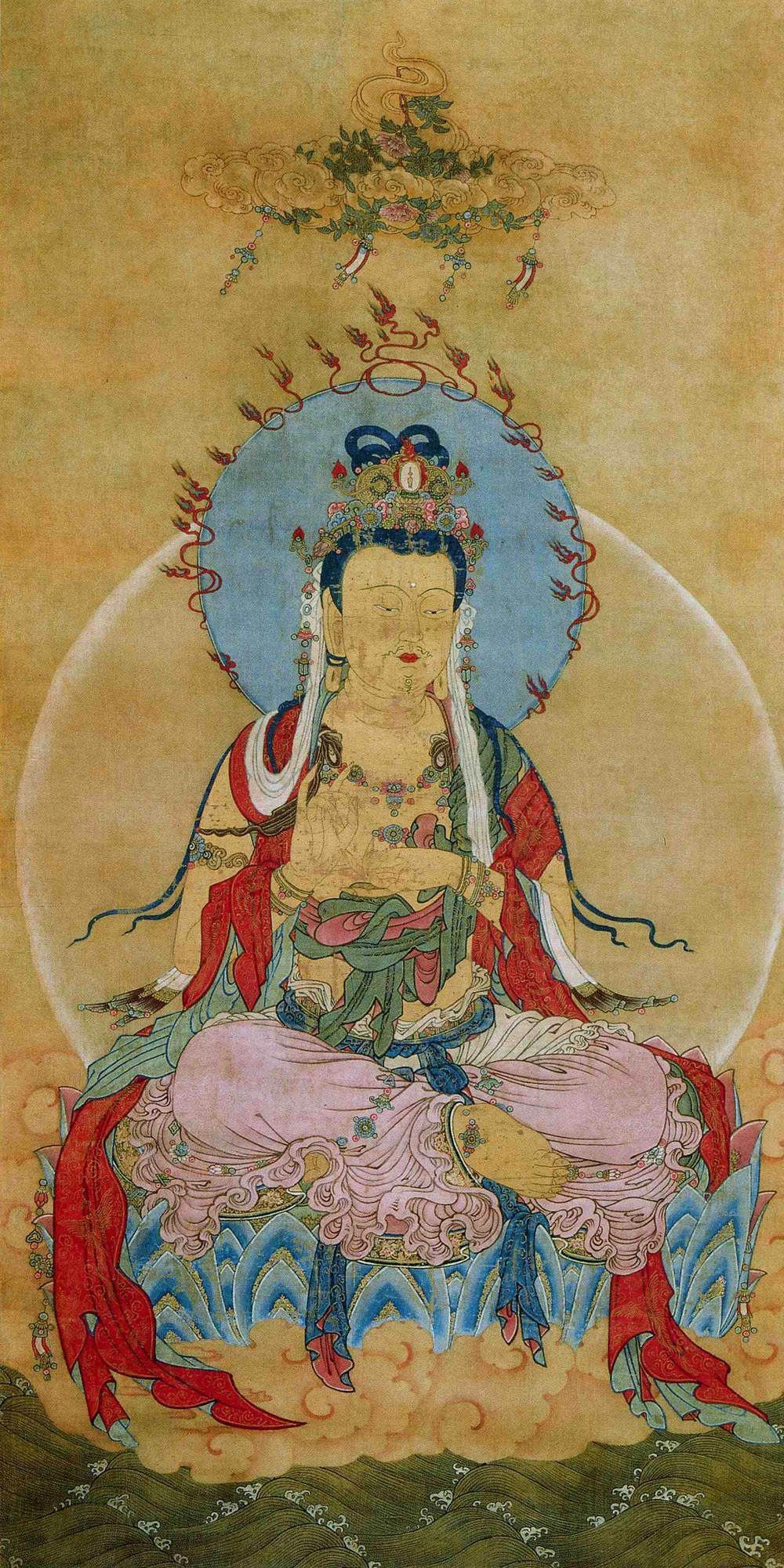
Pintura de Mahasthamaprapta prodecent de Khara-Khoto

Mahasthamaprapta (en sànscrit: महास्थामप्राप्त Mahāsthāmaprāpta) és un gran bodhisattva (mahasattva) que representa el poder de la saviesa. El seu nom significa literalment "l'arribada de la gran força". És un dels vuit grans bodhisattves del budisme mahayana, juntament amb Manjusri, Samantabhadra, Avalokiteshvara, Akasagarbha, Ksitigarbha, Maitreya i Sarvanvarana-Vishkambhin.
Al budisme xinès, Mahasthamaprapta de vegades es representa com una dona i s'anomena Shizhi (势至, Shìzhì). Al Japó s'anomena Seishi (勢至) i s'associa amb els guardians del temples anomenats Niō. També és un dels Tretze Budes de l'escola japonesa del budisme Shingon. Al budisme tibetà, Mahasthamaprapta s'equipara amb Vajrapani, que és una de les seves encarnacions i era conegut com el protector de Siddharta Gautama.
Mahasthamaprapta és un dels bodhisattves més antics i es considera poderós, especialment a l'escola Terra Pura, on té un paper important en el sutra llarg Sukhāvatīvyūha. Sovint és representat en una trinitat amb Amitabha i Avalokiteshvara (Guanyin), especialment en el budisme Terra Pura.
Al sutra Śūraṅgama, Mahāsthāmaprāpta explica com va aconseguir la il·luminació mitjançant la pràctica de nianfo, o contínua consciència pura d'Amitābha, per obtenir samadhi. Al sutra Amitayurdhyana, Mahāsthāmaprāpta és simbolitzat per la lluna mentre que Avalokiteśvara està representat pel sol.
Al capítol d'introducció al Sutra del Lotus, Mahāsthāmaprāpta és present entre els 80.000 bodhisattva mahāsattvas que es reuneixen a la muntanya Gṛdhrakūṭa per escoltar la predicació del Buda del Dharma Meravellós del Sutra de la Flor de Lotus. El Buda també s'adreça a Mahāsthāmaprāpta al capítol 20 del Sutra del Lotus per explicar la vida passada del Buda com a Bodhisattva Sadāparibhūta ("Mai menyspreant"), un monjo que va ser insultat per monjos i laics arrogants quan els va dir tots es convertirien en budes. El Buda explica a Mahāsthāmaprāpta com van ser castigades aquestes persones arrogants, però ara són bodhisattvas presents a l'assemblea en el camí de la Il·luminació. Aleshores, Buda lloa la gran força del Sutra del Lotus així: "Oh Mahāsthāmaprāpta, sap que aquest Sutra del Lotus beneficiarà enormement els bodhisattva mahāsattvas i els portarà a la il·luminació més alta i completa. Per aquest motiu, després del paranirvana del Tathāgata, els bodhisattva mahāsattvas sempre haurien de preservar, recitar, explicar i copiar aquest sutra.

## Mantra
Sànscrit: Namaḥ samantabuddhānāṃ, jaṃ jaṃ saḥ svāhā
Xinès: Ǎn sàn rán rán suōpóhē (唵・散・髯・髯・娑婆诃)
Japonès: (Shingon) On san zan saku sowaka (オン・サン・ザン・サク・ソワカ) (Tendai) On sanzen zensaku sowaka (オン・サンゼン・ゼンサク・ソワカ)